# Dryptops phytophorus
Dryptops phytophorus là một loài bọ cánh cứng trong họ Zopheridae. Loài này được Samuelson miêu tả khoa học năm 1966.